# Aurora Engine
Aurora Engine (рус. «Аврора») — игровой движок, разработанный канадской компанией BioWare и впервые использованный в компьютерной ролевой игре Neverwinter Nights, выход которой состоялся 18 июня 2002 года.

## История разработки
Aurora Engine — последователь другого игрового движка компании, Infinity. Infinity поддерживает только псевдотрёхмерную (изометрическую) графику с заранее прорисованными фонами и персонажами, которые реализованы в виде спрайтов. Технология Infinity (рус. «Бесконечность») впервые была применена в игре Baldur's Gate 1998 года и использовалась BioWare вплоть до 2002 года, когда вышла последняя игра на её базе — Icewind Dale II.
Для следующей игры компании, Neverwinter Nights, было решено создать новый игровой движок, который смог бы работать с полноценной трёхмерной графикой. Результатом работы компании стала технология Aurora, которая должна была заменить технологически устаревший Infinity. Впоследствии на базе Aurora были созданы также два официальных дополнения к Neverwinter Nights — Shadows of Undrentide и Hordes of the Underdark, выход которых состоялся в 2003 году. В рецензиях на игры, созданные с применением Aurora, упоминается высокий уровень графики, обеспечиваемой движком — в частности, уже тогда была реализована работа с динамическими тенями и источниками освещения, а также продвинутая система частиц. При этом обзор виртуальной камеры выполнен в традициях предыдущих игр студии с изометрической графикой.
Neverwinter Nights поставляется вместе с игровым редактором Aurora Toolset, при помощи которого пользователи могут создавать собственные модификации к игре.

### Доработанная версия CD Projekt RED
В 2004 году движок был лицензирован польской компанией CD Projekt RED для игры «Ведьмак». Сначала разработчики компании планировали создать свою технологию, но затем было решено прибегнуть к покупке стороннего решения. В процессе создания «Ведьмака» исходный код Aurora был переписан примерно на 80 %.
Наибольшие изменения коснулись графического движка — компонента, который отвечает исключительно за рендеринг (конечную отрисовку) графики. Была добавлена возможность вывода изображения при помощи интерфейса программирования приложений (англ. API) DirectX девятой версии; увеличено допустимое количество полигонов на модель; поднято разрешение текстур; применяются современные эффекты, созданные при помощи шейдеров и различные методы пост-обработки, такие как глубина резкости.
Также была реализована полноценная смена времени суток и погодных условий в реальном времени. Из интервью с разработчиками «Ведьмака»:

Тени изменяют интенсивность и направление, а в сумерках мягкая красно-пурпурная подсветка окутывает мир. К тому же погода меняется различными путями; можно запросто угодить под проливной дождь (с каплями, реалистично разбивающимися об землю) и даже увидеть удар молнии (…)

Кроме того, был интегрирован физический движок Karma, имитирующий поведение твердых тел, согласно настоящим физическим законам. К примеру, отрубленная голова врага полетит по направлению удара, а после ещё прокатится некоторое время по земле по высчитанной «на лету» траектории. Выход «Ведьмака» состоялся 24 октября 2007 года. Спустя год, одновременно с релизом дополненного издания игры, был выпущен и редактор уровней, получивший название «Д’жинни» (англ. D’jinni Adventure Editor).

### Последователи Aurora Engine
На основе Aurora Engine были разработаны и более современные движки BioWare. Например, для игры 2003 года Star Wars: Knights of the Old Republic вначале планировалось применить оригинальную версию Aurora, однако, по мере того, как компания вводила в движок новые функции, он приобрел собственное название, Odyssey (рус. «Одиссея»). Всего на базе Odyssey создано две игры.
В 2006 году был разработан новый движок — Electron, который представляет собой переработанный Odyssey. В этом движке появились мягкие динамические тени от всех объектов, шейдерные эффекты, улучшенная система частиц, паралакс-маппинг для текстур и другие нововведения. Этот движок использует Neverwinter Nights 2 (2006).
Последний игровой движок BioWare — Eclipse (рус. «Затмение») также создан с применением наработок предыдущего поколения движков компании.

## Технические характеристики
В отличие от изометрического Infinity Engine, Aurora — игровой движок, обеспечивающий полностью трёхмерную графику. Подобно другим middleware-движкам, Aurora складывается из цепочки различных компонентов, таких как графический движок (отвечает за обработку графики), звуковой движок (обрабатывает звуковое, голосовое и музыкальное оформление), искусственный интеллект (поведение союзников и врагов) и т. д. Каждый из таких компонентов может быть модифицирован или заменен. 
 Поддерживаются операционные системы Windows, Linux и Mac OS. Изображение выводится на экран при помощи кроссплатформенного интерфейса программирования приложений (англ. API) OpenGL, что потенциально облегчает разработчикам портирование движка на другие ОС, отличные от Windows.
В Aurora Engine реализована работа с [динамическими тенями, которые отбрасываются объектами и предметами и реагируют на источники освещения. При помощи системы частиц в игре Neverwinter Nights реализованы погодные эффекты (например, снег или дождь), а также эффекты, которые иллюстрируют действие различных магических заклинаний.
Игровой редактор Aurora Toolset, поставляющийся с игрой Neverwinter Nights, позволяет пользователям создавать и редактировать локации, импортировать собственные текстуры и модели, писать сценарии и диалоги, создавать задания при помощи специального скриптового языка. Готовые модификации, называемые модулями, сохраняются в отдельный файл, что позволяет затем загрузить их в Интернет для обмена с другими игроками. Игрок волен выбрать перед началом игры, какой модуль ему подключить.
Стандартная реализация управления персонажем и интерфейс типичны для большинства RPG-игр. В Neverwinter Nights персонаж передвигается после того, как игрок укажет ему цель, кликнув левой клавишей мыши по точке на локации. Нажатием на правую клавишу вызывается специальное меню, которое содержит ряд допустимых действий («атаковать», «говорить» и т.п). В нижней части экрана расположена панель быстрых команд, которая насчитывает 12 слотов. Используя данную панель, игрок выбирает действия, вызывает заклинания и пр. Также на экране отображается окно сообщений для различной игровой информации, карта и игровое меню с дополнительными кнопками. Похожая схема управления используется и в другой игре, созданной на основе Aurora — «Ведьмак».

## Игры, использующие Aurora Engine
- 2002 — Neverwinter Nights компании BioWare[3][4]
  - 2003 — Neverwinter Nights: Shadows of Undrentide компаний BioWare и Floodgate Entertainment[36][37]
- 2003 — Neverwinter Nights: Hordes of the Underdark компании BioWare[38][39]
- 2007 — Ведьмак компании CD Projekt RED[19][20]
- 2008 — Ведьмак. Дополненное издание компании CD Projekt RED[40][41]